# Натолл, Закари
Закари Натолл (род. 16 декабря 1999, Брайан, штат Техас, США) — американский профессиональный баскетболист, играющий на позиции разыгрывающего защитника.

## Карьера
До 2018 года Натолл учился в средней школе Брайан Хай Скул (штат Техас, США), где в выпускном классе был назван самым ценным игроком нападения округа 18-5A.
В 2018 году Натолл продолжил свою карьеру в колледже Сэм Хьюстон Стэйт. На 2 и 3 курсе Закари был включён в первую символическую пятёрку конференции Southland.
В старшем сезоне Натолл перешёл в университет СМУ.
После того, как Натолл не был выбран на драфте НБА 2023 года, он подписал первый профессиональный контракт с командой «Широки».
В июле 2024 года Натолл стал игроком «Нижнего Новгорода».
16 февраля 2025 года Натолл принял участие в «Матче всех звёзд» Единой лиги ВТБ заменив в составе команды «Гостей» получившего травму Ксавье Мун. В этом матче Закари провёл на площадке 16 минут 11 секунд и набрал 3 очка, 2 передачи, 2 подбора и 1 перехват.
Также, Натолл был выбран для участия в конкурсе по броскам сверху, но из-за травмы не смог принять участие.
В феврале 2025 года Натолл перешёл в «Бэйцзин Дакс».

## Статистика
| Сезон | Команда         | Лига             | GP | GS | MPG  | FG%  | 3P%  | FT%  | RPG | APG | SPG | BPG | PFL | TOV | PPG  |
| --- | --------------- | ---------------- | -- | -- | ---- | ---- | ---- | ---- | --- | --- | --- | --- | --- | --- | ---- |
| 2023/24 | Широки          | Чемпионат Боснии | 16 | 15 | 28,8 | 44,9 | 35,1 | 64,4 | 3,7 | 2,4 | 1,4 | 0,3 | 1,8 | 1,8 | 17,9 |
| 2024/25 | Все клубы       | Все лиги         | 54 | 39 | 21,2 | 45,1 | 36,9 | 71,2 | 2,8 | 3,1 | 1,0 | 0,1 | 1,9 | 2,9 | 14,2 |
| 2024/25 | Нижний Новгород | Единая лига ВТБ  | 29 | 26 | 25,3 | 47,0 | 36,7 | 68,6 | 3,3 | 2,8 | 1,1 | 0,1 | 2,4 | 3,4 | 17,2 |
| 2024/25 | Бэйцзин Дакс    | КБА              | 25 | 13 | 16,5 | 42,0 | 37,3 | 77,3 | 2,2 | 3,5 | 0,8 | 0,2 | 1,4 | 2,4 | 10,6 |
| Всего | Всего           | Всего            | 70 | 54 | 22,9 | 45,1 | 36,4 | 69,3 | 3,0 | 3,0 | 1,1 | 0,2 | 1,9 | 2,7 | 15,0 |
| Наведите курсор мыши на аббревиатуры в заголовке таблицы, чтобы прочесть их расшифровку Статистика приведена с сайта basketball.realgm.com |                 |                  |    |    |      |      |      |      |     |     |     |     |     |     |      |